# Digitale Holografie
In der Digitalen Holografie werden Hologramme digital aufgezeichnet und numerisch rekonstruiert.

## Prinzip
Die Digitale Holografie unterscheidet sich von der klassischen „analogen“ Holografie dadurch, dass das bei Beleuchtung eines Hologramms entstehende Wellenfeld nicht optisch rekonstruiert wird. Stattdessen wird das am Hologramm gebeugte Feld rechnerisch am Computer rekonstruiert. Die Rekonstruktion erfolgt durch numerische Berechnung mit dem Fresnel-Kirchhoffschen Beugungsintegral. Das Hologramm kann dabei entweder auf holografischem Filmmaterial vorliegen und dann digitalisiert werden (diese Methode wird aber heute nicht mehr angewendet), oder es wird von vornherein mit einem elektronischen Sensor (z. B. CCD) aufgenommen. Man ersetzt beispielsweise bei der Aufnahme eines Transmissionshologramms (bei dem die Objektwelle und die Referenzwelle (Bezugswelle) von derselben Seite auf die Fotoplatte treffen) die Fotoplatte durch eine CCD- oder CMOS-Kamera, die in gleicher Weise die Interferenzerscheinungen und die Intensitätsverteilung aufnehmen kann. Das so aufgezeichnete Hologramm wird dann numerisch rekonstruiert.

Aufbau zur Aufzeichnung von digitalen Off-axis-Hologrammen

Filme haben noch immer ein deutlich besseres Auflösungsvermögen als CCD- oder CMOS-Kameras. Zum Vergleich: Für die Holografie verwendete Filmmaterialien lösen bis zu 5000 Linienpaare pro Millimeter auf. Dies entspricht einer „Pixelgröße“ von 0,1 Mikrometern. Dagegen haben CCD- oder CMOS-Kameras „nur“ eine Pixelgröße von einigen Mikrometern (Stand: Dez. 2020). Deshalb ist bei der Verwendung von CCD- oder CMOS-Sensoren der maximale Winkel zwischen Objekt- und Referenzwelle auf einige Grad beschränkt. Filme können dagegen große Objekte ohne Beschränkung des Winkels aufnehmen.

## Anwendungen

Digitale Holografische Interferometrie (DHI)

In der Digitalen Holografie kann die Phase der Objektwellenfront direkt aus dem numerisch rekonstruierten Wellenfeld berechnet werden. Dadurch entfällt die in der Interferometrie sonst notwendige Berechnung der Phase aus mehreren, phasengeschobenen Interferogrammen (Phasenschiebeverfahren). Diese direkte Phasenberechnung wird vor allem in der holografischen Interferometrie und in der Mikroskopie genutzt. In der holografischen Interferometrie können Objektzustände (z. B. unterschiedliche Lastzustände) so sehr einfach miteinander verglichen werden.

Interferenzphase modulo 2π

 In der Mikroskopie werden Phasenobjekte direkt sichtbar. Die digitale holografische Mikroskopie (DHM) ersetzt daher zunehmend die klassische Phasenkontrastmikroskopie. Ein weiterer Vorteil der Digitalen Holografie liegt in der Möglichkeit, aus einer einzigen Aufnahme (Hologramm) numerisch unterschiedliche Fokusebenen zu berechnen (numerisches Fokussieren). Dies wird z. B. zur Sichtbarmachung von Partikeln in der Atmosphäre, zur Aufnahme von Mikroorganismen im Meerwasser, in der Zellbiologie oder in der Wolkenphysik eingesetzt. Bei diesen Anwendungen werden die Hologramme meistens mit der in-line-Technik aufgezeichnet. Hierbei ist keine separate Referenzwelle erforderlich, der ungebeugt durch das Objekt (z. B. Partikelansammlung) hindurchtretende Teil der Beleuchtungswelle stellt die Referenzwelle dar, die Objektwelle wird durch die an den Partikeln gestreute Welle gebildet. Dadurch spielen die o. g. Einschränkungen durch die im Vergleich zu Fotoplatten noch geringe Auflösung (Pixelgröße) der CCD- oder CMOS-Sensoren hier keine Rolle.

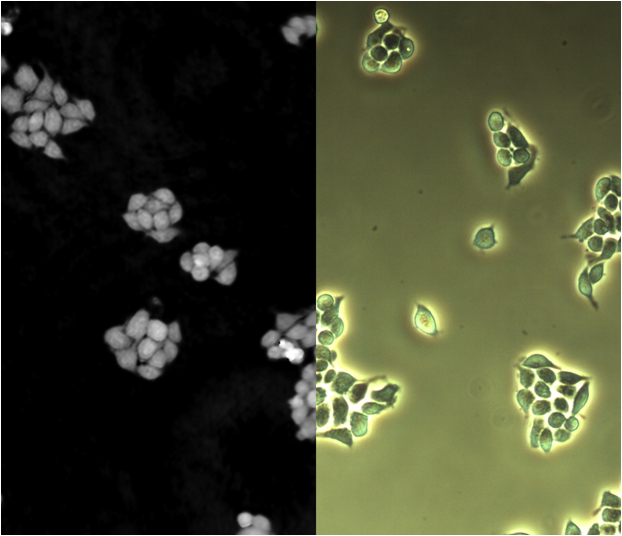
Vergleich DHM (links) und Phasenkontrastmikroskopie (rechts)